# Forcipomyia chilensis
Forcipomyia chilensis är en tvåvingeart som först beskrevs av Philippi 1865.  Forcipomyia chilensis ingår i släktet Forcipomyia och familjen svidknott. Inga underarter finns listade i Catalogue of Life.